# محمد الديب
محمد الديب (مواليد طنطا، مصر) هو ربّاع مصري، أحرز ذهبيتين في دورتين مختلفتين من الألعاب البارالمبية الصيفية، 2012 و2016. يعاني محمد من بتر ساقيه بعد تعرضه لحادث قطار.